# Herculia (geslacht)
Herculia is een geslacht van vlinders van de familie snuitmotten (Pyralidae), uit de onderfamilie Pyralinae.

## Soorten
- H. acerasta Turner, 1904
- H. albilunalis Caradja, 1927
- H. albolinealis Hampson, 1891
- H. almanalis Rebel, 1917
- H. angulifascialis Caradja, 1932
- H. aurocilialis Hampson, 1891
- H. biarealis Caradja, 1925
- H. bilinealis South, 1901
- H. bistonalis Walker, 1859
- H. caesalis Zeller, 1852
- H. castanealis Shibuya, 1928
- H. castaneorufa Hampson, 1917
- H. cineralis Joannis, 1927
- H. chytriodes Turner, 1911
- H. decoloralis Lederer, 1863
- H. dharmsalae Butler, 1889
- H. drabicilialis Yamanaka, 1968
- H. ecbrunnealis Hampson, 1917
- H. ecrhodalis Hampson, 1917
- H. flammealis Hampson, 1906
- H. flavirufalis Hampson, 1917
- H. fulvocilialis Duponchel, 1832
- H. fuscalis Hampson, 1891
- H. griseobrunnea Hampson, 1917
- H. haemograpta Meyrick, 1934
- H. hoenei Caradja, 1932
- H. ignifimbrialis Hampson, 1906
- H. incarnatalis Zeller, 1847
- H. jezoensis Shibuya, 1928
- H. lacteocilia Hampson, 1917
- H. marthalis Walker, 1859
- H. medialis Hampson, 1903
- H. melanthalis Walker, 1859
- H. meridocrossa Meyrick, 1934
- H. moramangalis Marion & Viette, 1956
- H. mus Caradja, 1932
- H. nigrivitta (Walker, 1863)
- H. nonusalis Walker, 1859
- H. ochreicilia Hampson, 1891
- H. orthogramma Inoue, 1960
- H. pelasgalis Walker, 1859
- H. pernigralis Ragonot, 1891
- H. perpulverea Hampson, 1917
- H. perrubralis Hampson, 1917
- H. productalis Walker, 1865
- H. purpureorufa Hampson, 1917
- H. pyrerythra Hampson, 1917
- H. racilialis Walker, 1859
- H. roseotincta Hampson, 1917
- H. rubidalis Schiffermüller, 1775
- H. rudis Moore, 1888
- H. sericea Warren, 1891
- H. tabidalis Warren, 1891
- H. taiwanalis Shibuya, 1928
- H. thyellodes Meyrick, 1934
- H. tristalis Hampson, 1906
- H. umbrosalis Wileman, 1911
- H. violaceomarginalis Caradja, 1935
- H. vulgaris Ghesquière, 1942